# Hans zu Rantzau (1764–1836)
Hans Heinrich August Graf zu Rantzau (* 8. Dezember 1764 im Schloss Breitenburg; † 24. April 1836) war ein dänischer Generalkriegskommissar.

## Leben

### Familie
Hans zu Rantzau war der Sohn von Friedrich Graf zu Rantzau (* 6. September 1729 in Ahrensburg; † 16. Januar 1806) und dessen Ehefrau Friederike Luise Amoene (* 28. Juli 1732; † 21. August 1802), Tochter von Karl Friedrich Gottlieb Graf zu Castell-Remlingen (1679–1743), 2. Fideikommisherrin auf Breitenburg.
Seine Geschwister waren:
- Friderica Christiane Maria zu Rantzau (* 4. Oktober 1762 in Glückstadt; † 7. November 1831 in Kiel), verheiratet mit Heinrich von Holstein-Holsteinborg (1748–1796), Sohn von Frederick Conrad von Holstein-Holsteinborg; sie waren die Eltern von Heinrich Christoph von Holstein;
- Sophie Magdalene zu Rantzau (* 19. März 1766; † 1849), verheiratet mit Christian Friedrich Friccius von Schilden (1747–1804), königlich dänischer Kammerherr und Amtmann von Steinburg;
- August Wilhelm Franz zu Rantzau (* 27. Mai 1768; † 17. September 1849), verheiratet mit Sophie Juliane Johanne von Bothmer (* 1771 in Segeberg; † 1846);
- Andreas Conrad Peter zu Rantzau (* 2. September 1773; † 3. August 1845), Geheimer Staatsminister.

Er war seit Januar 1789 verheiratet mit Luise (* 6. Dezember 1776 in Bergen; † 27. Mai 1812) Tochter des Staatsministers Jürgen Erich Scheel (1737–1795). Gemeinsam hatten sie einen Sohn und zwei Töchter:
- Friedrich Erich zu Rantzau (* 26. Juni 1790; † 19. Mai 1797)
- Luise Dorothea Sophie Friederike zu Rantzau (* 7. September 1792; † unbekannt), Konventualin im Kloster Uetersen;
- Ernestine Caroline zu Rantzau (* 31. Januar 1794 in Itzehoe; † 26. Juni 1872 in Kaaksburg), verheiratet mit Friedrich von Kobbe (1791–1844), großherzoglich oldenburgischer Hofrat.

Nach seinem Tod wurde die Leiche von Hans zu Rantzau nach Breitenburg überführt und dort in der Schlosskapelle beigesetzt.

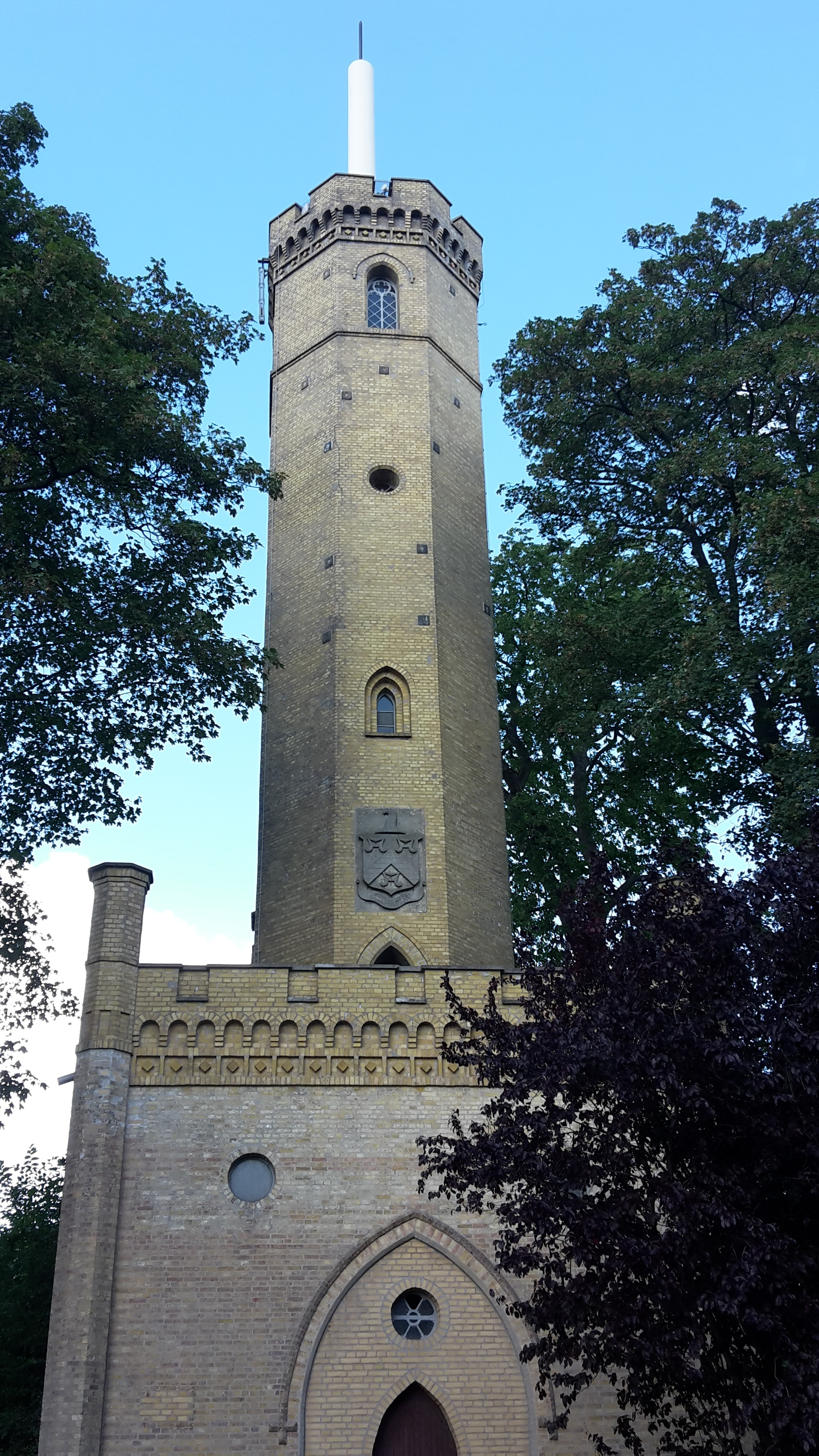
Luisenturm in Kellinghusen

### Werdegang
Hans zu Rantzau erwarb 1804 einen Landsitz bei Kellinghusen und ließ das Herrenhaus im klassizistischen Stil und einen hölzernen Turm errichten. Nach dem Vornamen seiner Ehefrau Louise benannte er das Anwesen "Luisenberg". 1858 ersetzte Edeard Ross, Vater der Malerin Bertha Pabst-Ross, der inzwischen das Anwesen erworben hatte, den hölzernen Aussichtsturm auf dem Gelände durch den heute noch erhaltenen Turm.
Am 12. Dezember 1815 ernannte ihn der König von Dänemark Friedrich VI. zum Generalkriegskommissar.

## Trivia
In der Zeit von 1806 bis 1814 lebte der Theaterdichter und Dramaturg Johann Friedrich Schink auf seinem Gut in Kellinghusen, dem er auch eines seiner Werke, Satans Bastard: eine Reise von dramatischen Scenen aus der Zeitgeschichte 1812–1815, widmete.